# Museum für Kunst und Gewerbe
Il Museum für Kunst und Gewerbe (MKG) è un museo di arti applicate situato ad Amburgo. Fondato nel 1874, è uno dei più grandi ed importanti musei della città anseatica e anche uno dei più conosciuti della Germania. Si trova in un palazzo di stile neobarocco in prossimità della stazione ferroviaria centrale di Amburgo. Le collezioni comprendono l'Arte Antica mediterranea, l'arte del Vicino e dell'Estremo Oriente, l'Artigianato europeo dal Medioevo fino all'età contemporanea, la moda, la fotografia, la grafica. Il museo possiede una propria biblioteca specializzata in storia dell'arte oltre a disporre di una raccolta sull'arte del libro.
Possiede il gemello, uno degli unici due esemplari al mondo, dell'elmo di Polizzello.